# Erik Read
Erik Read (Calgary, 31 maggio 1991) è uno sciatore alpino canadese.
È figlio di Ken, sciatore alpino in attività tra la fine degli anni settanta e i primi anni del decennio seguente, che è stato uno dei celebri Crazy Canucks, e fratello di Jeffrey, a sua volta sciatore alpino.

## Biografia
Ha esordito nel Circo bianco il 19 dicembre 2006 a Panorama giungendo 22º in uno slalom gigante valido ai fini del punteggio FIS. Ha debuttato in Coppa del Mondo il 25 gennaio 2011 a Schladming in slalom speciale, non riuscendo a concludere la prima manche. Il 9 dicembre 2011 ha conquistato il primo podio in Nor-Am Cup nella supercombinata di Nakiska, mentre si è aggiudicato le sue prime vittorie due giorni dopo a Panorama, in supergigante e supercombinata, e a fine stagione è risultato vincitore della classifica generale. Ai Mondiali di Vail/Beaver Creek 2015, sua prima presenza iridata, si è aggiudicato la medaglia d'argento nella gara a squadre (partecipando come riserva) ed è stato 28º nello slalom gigante e 24º nello slalom speciale; due anni dopo, ai Mondiali di Sankt Moritz 2017, si è classificato 23º nello slalom gigante e non ha completato lo slalom speciale.
Ai XXIII Giochi olimpici invernali di Pyeongchang 2018, sua prima presenza olimpica, si è classificato 11° nello slalom gigante e 29º nello slalom speciale; l'anno dopo ai Mondiali di Åre 2019 è stato 9º nella gara a squadre e non ha completato lo slalom gigante e lo slalom speciale, mentre a quelli di Cortina d'Ampezzo 2021 si è classificato 7º nella gara a squadre, non ha completato slalom gigante e slalom speciale e non si è qualificato per la finale nello slalom parallelo. Ai XXIV Giochi olimpici invernali di Pechino 2022 si è piazzato 13º nello slalom gigante,  24º nello slalom speciale e 9º nella gara a squadre, ai Mondiali di Courchevel/Méribel 2023 ha vinto la medaglia di bronzo nella gara a squadre, è stato 31º nello slalom speciale, non ha completato lo slalom gigante e non si è qualificato per la finale nel parallelo e ai Mondiali di Saalbach-Hinterglemm 2025 si è classificato 22º nello slalom gigante, 24º nello slalom speciale e 17º nella combinata a squadre.

## Palmarès

### Mondiali
- 2 medaglie:
  - 1 argento (gara a squadre a Vail/Beaver Creek 2015)
  - 1 bronzo (gara a squadre a Courchevel/Méribel 2023)

### Coppa del Mondo
- Miglior piazzamento in classifica generale: 33º nel 2022

### Coppa Europa
- Miglior piazzamento in classifica generale: 73º nel 2025
- 1 podio:
  - 1 secondo posto

### Nor-Am Cup
- Vincitore della Nor-Am Cup nel 2012 e nel 2016
- Vincitore della classifica di slalom speciale nel 2016
- Vincitore della classifica di combinata nel 2012 e nel 2014
- 18 podi:
  - 11 vittorie
  - 3 secondi posti
  - 4 terzi posti

#### Nor-Am Cup - vittorie
| Data             | Località         | Paese       | Specialità |
| ---------------- | ---------------- | ----------- | ---------- |
| 11 dicembre 2011 | Panorama         | Canada      | SG         |
| 12 dicembre 2011 | Panorama         | Canada      | SC         |
| 7 febbraio 2012  | Vail             | Stati Uniti | GS         |
| 14 febbraio 2014 | Mont-Sainte-Anne | Canada      | SC         |
| 19 febbraio 2015 | Nakiska          | Canada      | SG         |
| 12 dicembre 2015 | Panorama         | Canada      | KB         |
| 14 dicembre 2015 | Panorama         | Canada      | GS         |
| 16 dicembre 2015 | Panorama         | Canada      | SL         |
| 17 dicembre 2015 | Panorama         | Canada      | SL         |
| 20 marzo 2016    | Vail             | Stati Uniti | SL         |
| 1º febbraio 2017 | Copper Mountain  | Stati Uniti | GS         |

Legenda:

SG = supergigante

GS = slalom gigante

SL = slalom speciale

SC = supercombinata

KB = combinata

### Australia New Zealand Cup
- Miglior piazzamento in classifica generale: 4º nel 2018
- 2 podi:
  - 2 vittorie

#### Australia New Zealand Cup - vittorie
| Data             | Località     | Paese         | Specialità |
| ---------------- | ------------ | ------------- | ---------- |
| 29 agosto 2017   | Coronet Peak | Nuova Zelanda | GS         |
| 1 settembre 2017 | Coronet Peak | Nuova Zelanda | GS         |

Legenda:

GS = slalom gigante

### South American Cup
- Miglior piazzamento in classifica generale: 27º nel 2014

### Campionati canadesi
- 10 medaglie:
  - 5 ori (slalom speciale nel 2013; slalom speciale nel 2014; slalom speciale nel 2015; slalom speciale nel 2018; slalom gigante nel 2019)
  - 1 argento (slalom speciale nel 2015)
  - 4 bronzi (slalom gigante nel 2014; slalom speciale nel 2016; slalom gigante nel 2018; supergigante nel 2019)